# Vajna András
Vajna András György, angolosan: Andrew G. Vajna, művésznevén: Andy Vajna (Budapest, 1944. augusztus 1. – Budapest, 2019. január 20.) magyar-amerikai filmproducer és vállalkozó, az etyeki Korda Filmstúdiók egyik alapítója, 2010-ig az InterCom Zrt. elnöke. 2011 januárjától haláláig a filmipar megújításáért felelős kormánybiztos tisztségét töltötte be, feladata „a magyar film megőrzésére, fejlesztésére, állami támogatására és az ezzel kapcsolatos kormányzati tevékenység összehangolására irányuló stratégia kidolgozása” volt. 2018-ban Magyarország 14. leggazdagabb és 5. legbefolyásosabb személye volt.

## Származása
Apai nagyszülei Weidmann Salamon (1872–1956) könyvelő és Ehrenwald Berta (1874–1948) szabónő 1901-ben kötöttek házasságot Budapesten.
Édesapja, Vajna (Weidmann) György (1913–1994) a Fiumei Kávébehozatali Társaság cégvezetője volt Budapesten. Édesanyja Korda Klára (1914–1997) volt.

## Életpályája
1956-ban a Nemzetközi Vöröskereszt segítségével egyedül menekült el Magyarországról, de később a családja tagjaival Los Angelesben találtak ismét egymásra. A Kaliforniai Egyetemen tanult, tanulmányait végül nem fejezte be.
A Távol-Keleten kezdte tevékenységét: először fodrász és parókakészítő volt, aztán mozik működtetésével és filmforgalmazással foglalkozott. A Panasia Film (Hongkong) eredményesen működött, így megteremtődött a terjeszkedés lehetősége.
Az 1970-es évek középén Cannes-ban ismerkedett meg későbbi üzlettársával, a libanoni Mario Kassarral. 1976-ban Kassarral közösen megalapította a Carolco Pictures céget, amely hamarosan mamutvállalattá fejlődött, s a világ legbefolyásosabb forgalmazói sorába emelkedett.
1982-től hívta életre az Amerikai Filmpiackutató Társulást, elnöki posztját maga foglalta el. Produceri filmográfiája A csendestárs című alkotással kezdődött. A listán számos világsiker, kedvelt szórakoztató produktum, modern művészi érték található.
1988-ban megkezdődött a Carolco auditja (mielőtt kiválna a cégből), és Vajna 1988-89-es adóbevallásait is felülvizsgálták. A Time magazin egy 1991-es cikke szerint „leányvállalataik hálózata olyan zavaros, hogy a tőzsdei elemzők sem képesek követni”. Az IRS (Internal Revenue Service – az Egyesült Államok adóhatósága) tizennégy éven át vizsgálódott Kassar és Vajna offshore manőverei után, melyek megállapítása (kamatmentes kölcsönökből házak, festmények vásárlása, szerencsejáték-veszteségek kiegyenlítése) miatt a Carolco részvényesei kollektív keresetet nyújtottak be. A részvényesek Kassar elleni pere végül egyezséggel zárult, Vajnánál összesen 11 milliót minősített kölcsön helyett (adóköteles) jövedelemnek az IRS.
Magyarságát őrizve kapcsolatot tartott a hazai filmélet szereplőivel, tevékenyen hozzájárult az 1996-os októberi filmes magyar világtalálkozó előkészítéséhez. Gesztusnak tekinthető az is, hogy Budapesten forgatták az Evita című Vajna-szuperprodukció számos jelenetét, mialatt az Egyesült Államokban (1996 áprilisában) Kassar és Vajna személyes adóügyeiben külön vizsgálat indult. Az IRS megállapítása szerint Vajna és Kassar – a kettejük és/vagy családtagjaik által birtokolt – offshore cégeken keresztül 1988-90 között együttesen 75 százalékos Carolco-részesedést adtak el összesen 286 millió dollárért, ami után nem adóztak az Amerikai Egyesült Államokban. Vajna ügye végül 2001-ben zárult: a követelt 41,1 millió helyett – ebből 33,7 adóhátralék, 7,4 millió büntetés – 6,5 millió dollár adóhátralékot fizetett. Ügyeinek súlyát a filmtörténet két leghosszabb auditja és adócsalási vizsgálata jellemzi.

## Magánélete
Első felesége a kínai származású Cecilia Mong volt. Közös gyermekük Justin (1980–2007) zenésznek készült, de súlyos betegsége miatt öngyilkos lett.
Utána 12 évig élt Somogyi Csillával. 1996-ban, A miniszter félrelép című film forgatásán ismerkedett meg Dobó Kata színésznővel, akivel 2006-ig élt együtt.
2007–2010 között Tóth Éva modellel élt együtt.
2010-ben ismerkedett meg Palácsik Tímeával, akivel 2013-ban házasságot kötött.
2009-ben rákot diagnosztizáltak nála, akkor azonban kigyógyult a betegségből. Később ér- és szívproblémákkal, valamint cukorbetegséggel is küzdött. 2019. január 20-án, 74 éves korában hunyt el budapesti otthonában. Halálát valószínűleg szívinfarktus okozta.

## Emlékezete

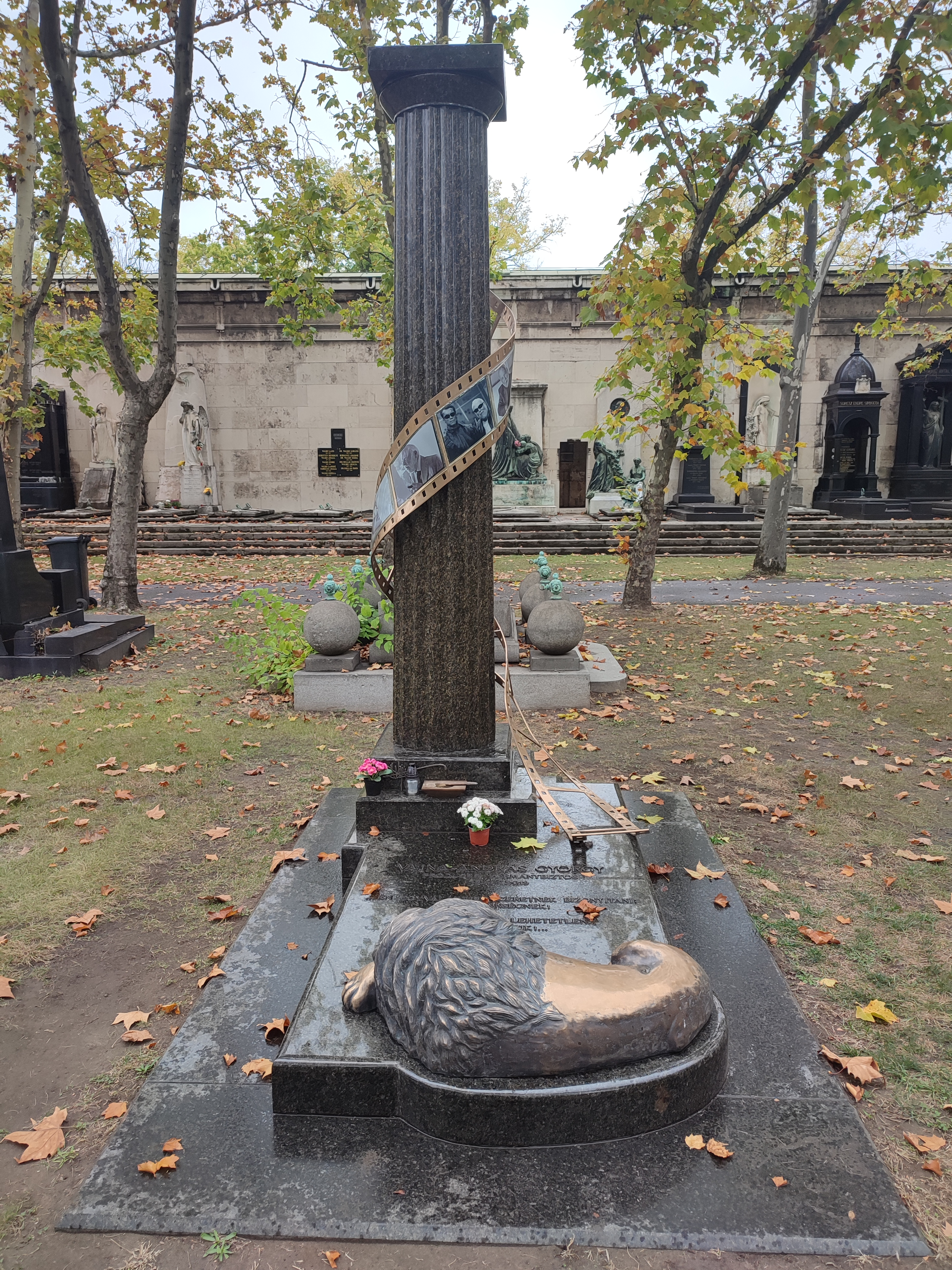
Sírja a Fiumei úti sírkertben, 2023

Halála napján a TV2 Csoport csatornáin fekete csíkkal, a TV2-n 18.55-kor A Miniszter félrelép, 21.20-kor a Die Hard 5 – Drágább mint az életed, 23.20-kor pedig a Rambó filmet adták le, másnap pedig a Mokkában is megemlékeztek többek között Návai Anikó, Koltai Róbert, Gáspár Sándor, Fenyő Iván és Leslie Mándoki. A Fem3 Caféban pedig Dudás Viktor filmszakértővel emlékeztek, de a Tények extrában is megemlékeztek Andy Vajnára életéről és munkásságáról. A Duna TV-n 21.00-kor emlékére leadták a Szabadság, szerelem című filmet. A Hír TV-n 22.00-kor leadták a Sziluett 2007-es, Andy Vajnával készült portréinterjúját. Az ATV pedig 21.55-kor leadta élete utolsó interjúját, ahol Tenki Réka színésznő és Szász János rendező mellett többek között a sikeres filmezésről, annak receptjéről, a magyar sikerekről, valamint az amerikai „piacra” való betörésről is beszélgettek Jakupcsek Gabriellával a Jakupcsek pluszban.
2019. január 31-én kísérték utolsó útjára a Fiumei úti sírkertben. A temetésen megjelent többek között Orbán Viktor miniszterelnök, Arnold Schwarzenegger, Paul Verhoeven, Mándoki László, Dobó Kata, Rogán Antal, Schmidt Mária, Gönczi Gábor, Hiller István, Schell Judit, Kocsis Máté és Fenyő Iván.
Síremlékét Páljános Ervin szobrász és Pap Lajos kőfaragó készítették, végleges felállítása 2020-ban történt meg.

## Médiaérdekeltségei
2015-ben megvásárolta a TV2 Csoportot. 2016-ban a Rádió 1 is az ő tulajdonába került. 2017-ben megvette a Lapcom Zrt.-t, ami magába foglalja a Borsot, a Délmagyarországot és a Kisalföldet.

## Válogatott filmográfia
- A csendestárs (The Silent Partner), 1978, kanadai, rendezte: Daryl Duke
- Menekülés a győzelembe (Victory), 1981, USA, rendezte: John Huston
- Rambo – Első vér (First Blood), 1982, USA, rendezte: Ted Kotcheff
- Rambo II. (Rambo: First Blood, Part II.), 1985, USA, rendezte: George P. Cosmatos
- Angyalszív (Angel Heart), 1987, USA–angol–kanadai, rendezte: Alan Parker
- Különös kegyetlenséggel (Extreme Prejudice), 1987, USA, rendezte: Walter Hill
- Vasmadarak 2. (Iron Eagle II.), 1988, kanadai, rendezte: Sidney J. Furie
- Rambo III., 1988, USA, rendezte: Peter MacDonald
- Vörös zsaru (Red Heat), 1988, USA, rendezte: Walter Hill
- Total Recall – Az emlékmás (Total Recall), 1990, USA, rendezte: Paul Verhoeven
- Jákob lajtorjája (Jacob's Ladder), 1990, USA, rendezte: Adrian Lyne
- Hajszál híján (Narrow Margin), 1990, USA, rendezte: Peter Hyams
- Air America, 1990, USA, rendezte: Roger Spottiswoode
- Terminátor 2. – Az ítélet napja (Terminator 2: Judgement Day), 1991, USA, rendezte: James Cameron
- Tökéletes katona (Universal soldier), 1992, USA, rendezte: Roland Emmerich
- Elemi ösztön, 1992, USA, rendezte: Paul Verhoeven
- Medicine Man, 1992, USA, rendezte: John McTiernan
- Tombstone, 1993, rendezte: George P. Cosmatos
- Az éj színe (Color of Night), 1994, USA, rendezte: Richard Rush
- Reneszánsz ember (Renaissance Man), 1994, USA, rendezte: Penny Marshall
- Nixon, 1995, USA, rendezte: Oliver Stone
- Dredd bíró (Judge Dredd), 1995, USA, rendezte: Danny Cannon
- A skarlát betű (The Scarlet Letter), 1995, USA, rendezte: Roland Joffé
- Die Hard – Az élet mindig drága (Die Hard With a Vengecance), 1995, USA, rendezte: John McTiernan
- Evita Evita, 1996, USA, rendezte: Alan Parker
- Árnyék-összeesküvés (Shadow Conspiracy), 1997, USA, rendezte: George P. Cosmatos
- A miniszter félrelép, 1997, magyar, rendezte: Koltai Róbert, Kern András
- A 13. harcos (The 13th Warrior), 1999, USA, rendezte: John McTiernan
- Amerikai rapszódia (An American Rhapsody), 2001, USA–magyar, rendezte: Gárdos Éva
- Én, a kém (I Spy), 2002, USA, rendezte: Betty Thomas
- Terminátor 3. – A gépek lázadása (Terminator 3: Rise of the Machines), 2003, USA, rendezte: Jonathan Mostow
- Elemi ösztön 2. (Basic Instinct 2), 2006, USA, rendezte: Michael Caton-Jones
- Szabadság, szerelem, 2006, magyar, rendezte: Goda Krisztina
- A szabadság vihara (Freedom's Fury), 2006, USA, dokumentumfilm
- Terminátor – Sarah Connor krónikái (Terminator: The Sarah Connor Chronicles), 2006, USA, tévésorozat
- Terminátor: Megváltás (Terminator Salvation), 2009, USA–német–angol, rendezte: Joseph McGinty Nichol (McG)

## Díjai
- Kisvárda díszpolgára (2019) /posztumusz/[32]